# Parque Chas

Lage von Parque Chas in Buenos Aires

Parque Chas ist ein Stadtteil im Nordwesten der argentinischen Hauptstadt Buenos Aires. Er ist mit 1,4 km² der kleinste der 48 Stadtteile von Buenos Aires, hat knapp 19.000 Einwohner (Stand von 2001) und gehört zur Comuna C15.

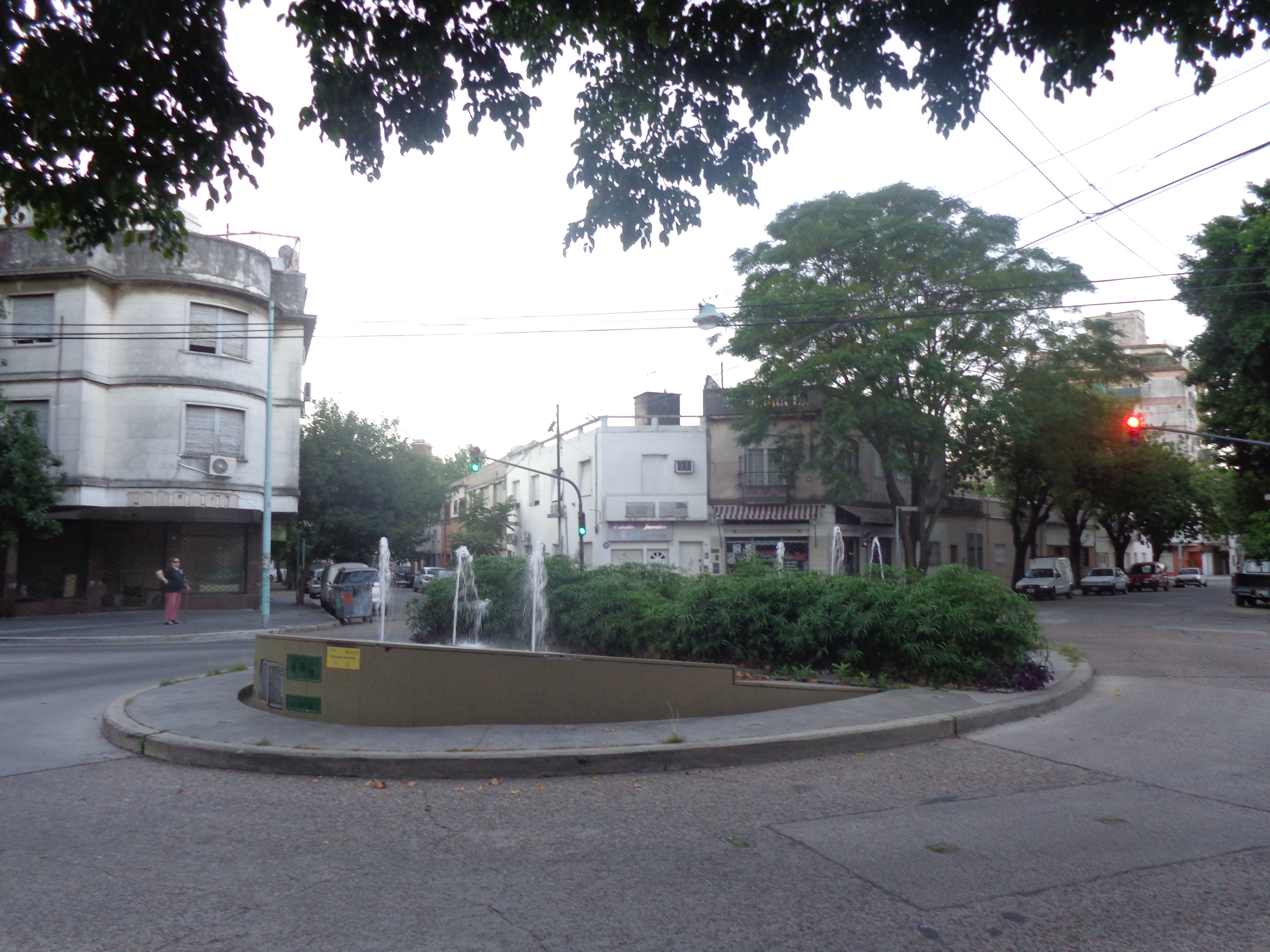
Zentrum von Parque Chas

Parque Chas wird begrenzt durch die Straßen La Pampa, Triunvirato, Combatientes de Malvinas, Chorroarín und Constituyentes. Das Viertel ist das einzige, das nicht im sonst üblichen Schachbrettmuster angelegt ist. Die Straßen Victorica, Avalos und Gándara treffen sich im Zentrum des Viertels, wo sie in einen Kreisverkehr münden. Die übrigen Straßen von Parque Chas sind konzentrisch zu diesem Kreisverkehr angelegt und nach europäischen Städten benannt. Lediglich nahe den großen Avenidas La Pampa, Triunvirato und de Los Incas findet man Straßenzüge im Schachbrettmuster. Zum Viertel gehören auch zwei kleine Parks, nach einem von ihnen ist Parque Chas benannt.
Um den Kontrast zum Rest der Stadt herauszustellen, erwähnten mehrere Schriftsteller, darunter auch Alejandro Dolina, Parque Chas als einen Ort, an dem man verloren gehen könnte (wörtlich oder metaphorisch betrachtet).
Parque Chas ist nicht nur der kleinste, sondern rechtlich betrachtet auch einer der jüngsten Stadtteile. Bis 2005 gehörte es zum benachbarten Agronomía, bekam dann aber den Status als Stadtteil zugesprochen.